# Jacques Aymar de Roquefeuil et du Bousquet

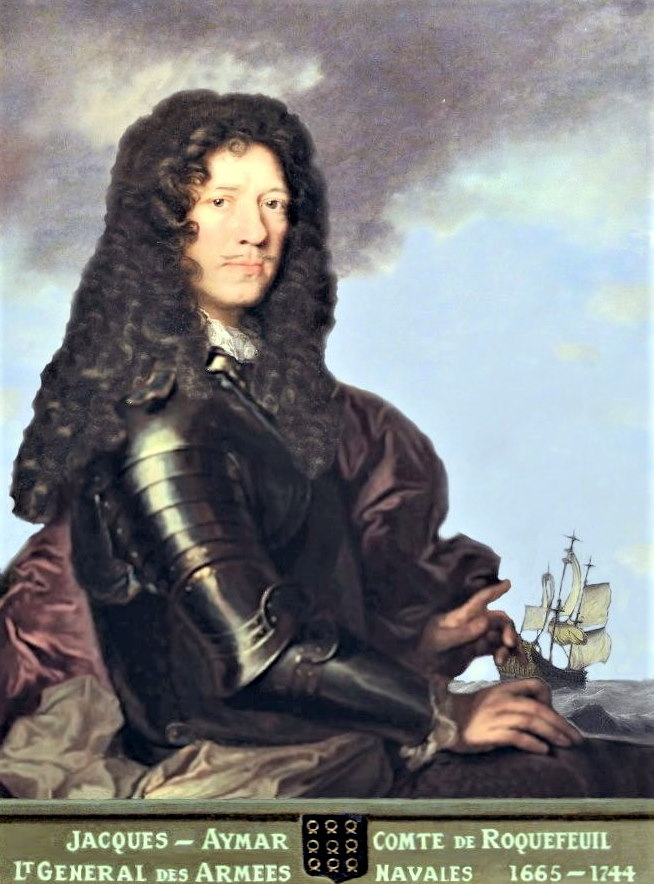
Jacques Aymar de Roquefeuil et du Bousquet

Jacques Aymar de Roquefeuil et du Bousquet, Comte de Roquefeuil (* 14. November 1665 auf Château du Bousquet, Montpeyroux, Département Aveyron; † 8. März 1744 an Bord des Linienschiffs Superbe) war ein französischer Marineoffizier, zuletzt im Rang eines Lieutenant-général des armées navales.

## Leben

### Seeoffizier und Spanischer Erbfolgekrieg

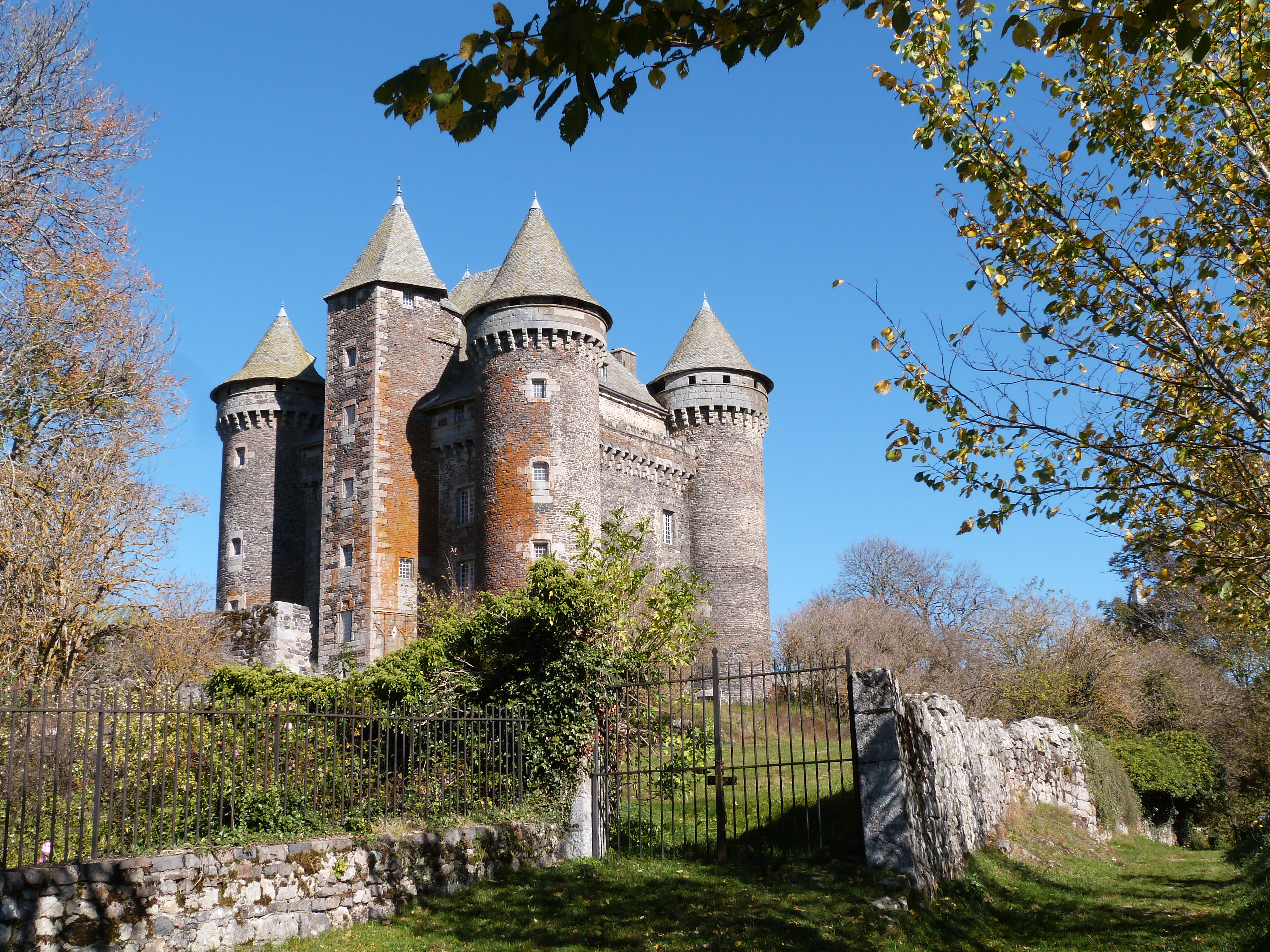
Das Château du Bousquet, Stammsitz der Familie.

Jacques Aymar de Roquefeuil et du Bousquet stammte aus der Adelsfamilie Roquefeuil-Blanquefort aus Rouergue und war der Sohn von Louis, Baron de Roquefeuil et du Bousque. Er trat im März 1681 im Militärhafen Toulon als Garde de la Marine in die Königliche Marine (Marine royale française) ein und wurde im Januar 1687 zum Leutnant zur See (Enseigne de Vaisseau) sowie im Januar 1691 zum Kapitänleutnant (Lieutenant de Vaisseau) befördert. In den folgenden Jahren folgten hauptsächlich Einsätze in der Nordsee, wo er Offizier unter dem Kommando von Marc-Antoine de Saint-Pol Hécourt war. Nach seiner Beförderung zum Kapitän zur See (Capitaine de Vaisseau) am 1. Januar 1703 wurde er zum Marinehafen von Dünkirchen versetzt.
Im Anschluss wurde er Kommandant der Ludlow und nahm mit dieser während des Spanischen Erbfolgekrieges (1701 bis 1714) in der Marinedivision unter dem Kommando von de Saint-Pol Hécourt an verschiedenen Kampfeinsätzen teil. Am 22. Juni 1703 eroberte er in der Schlacht bei den Orkneys ein niederländisches Schiff mit 44 Kanonen, eroberte dann den befestigten Hafen von Lauwick und zerstörte dort etwa zwanzig Handelsschiffe. Kurz darauf nahm er im Juli 1703 ein anderes niederländisches Schiff ein und verbrannte, nachdem er in den stark verteidigten Hafen von Bressay eingelaufen war, 160 feindliche Fischerboote. Als Kommandant des Schiffs Protée gelang ihm die Eroberung von zwei englischen Schiffen. 1707 wurde er Kommandant des Schiffs Dauphine, das zur Marinedivision unter dem Kommando von Claude de Forbin gehörte, und nahm mit dieser an einem Angriff auf eine britische Eskorte teil (Seegefecht bei Kap Béveziers), die einen wichtigen Konvoi nach Lissabon begleitete. Nach einer heftigen Kanonade gelang ihm die Einnahme des mit siebzig Kanonen bewaffneten Linienschiffs Hampton Court sowie einige Stunden des Kampfes darauf auch des ebenfalls mit siebzig Kanonen ausgestatteten Linienschiffs Grafton und zugleich von sechs Handelsschiffen. Nach der Unterzeichnung des Frieden von Utrecht am 11. April 1713, der den Spanischen Erbfolgekrieg zwischen den Königreichen von Großbritannien und Frankreich beendete, reduzierten sich seine militärischen Aktivitäten.

### Generalleutnant der Seestreitkräfte und Nachkommen

Wappen der Grafen de Roquefeuil.

Als Kommandant der Schiffe Éclatant und Amazone (1722) sowie Hercule (1724) führte de Roquefeuil et du Bousquet zwischen 1722 und 1724 Operationen gegen die Piraterie vor Neufundland durch. Am 27. März 1728 wurde er zum Chef d’escadre des armées navales in der Marinebasis Brest ernannt. 1740 übernahm er das Kommando über eine Marinedivision der von Antoine-François de Pardaillan de Gondrin befehligten Westwind-Flotte (Flotte du Ponant), die sich auf Fahrt zu den Antillen befand. Nach seiner Rückkehr erfolgte am 1. Mai 1741 zum Lieutenant-général des armées navales sowie 1744 zum Kommandeur des in der Marinebasis Brest liegenden Geschwaders mit 19 Schiffen, welches für den Schutz der Landung der Truppen von Charles Edward Stuart, dem als „Bonnie Prince Charles“ bekannten Thronprätendenten, im Königreich Großbritannien. Er stach am 6. Februar 1744 von Brest aus in See und erreichte die Küstenbereiche des Départements Pas-de-Calais, musste aber wegen der Anwesenheit eines weit überlegenen britischen Geschwaders umkehren. Er starb plötzlich am 8. März. Für seine Verdienste wurde ihm die Würde eines Ritters des Königlichen und Militärischen Ordens vom Heiligen Ludwig (Ordre royal et militaire de Saint-Louis) verliehen.
Aus seiner am 4. August 1712 geschlossenen Ehe mit Jeanne Louise du Main d’Angeret gingen die beiden Söhnen Aymar Joseph (1714–1782) sowie René-Aymar (1718–1780). hervor. Aymar Joseph de Roquefeuil et du Bousquet trat 1727 in die Königliche Marine ein und wurde 1766 ebenfalls Lieutenant général des armées navales sowie 1781 Kommandierender Admiral der Mittelmeerflotte (Vice-amiral ès me du Levant). René-Aymar de Roquefeuil et du Bousquet trat 1733 in die Königliche Marine ein, wurde 1771 Chef d’escadre des armées navales sowie 1773 Kommandierender Admiral der Marinedivision Brest.

## Hintergrundliteratur
- P. Levot, A. Doneaud: Les gloires maritimes de la France. Notices biographiques sur les plus célèbres marins, Arthus-Bertrand Éditeur, Paris, 1866, (Online-Archivversion)
- Georges Lacour-Gayet: La Marine militaire de la France sous le règne de Louis XV, Honoré Champion Éditeur, 1902, Neuauflage 1910 (Online-Archivversion)
- Charles La Roncière: Histoire de la Marine française. La crépuscule du Grand règne, l’apogée de la Guerre de Course, Paris, Plon, 1932, (Online-Archivversion)
- Michel Vergé-Franceschi: La Marine française au xviiie siècle. Guerres, administration, exploration, Paris, SEDES, 1996, ISBN 2-7181-9503-7
- Étienne Taillemite: Dictionnaire des marins français, Paris, Tallandier, 2002, ISBN 978-2-84734-008-2
- Michel Vergé-Franceschi (Herausgeber): Dictionnaire d’histoire maritime, Paris, Éditions Robert Laffont, 2002, ISBN 2-221-08751-8
- Rémi Monaque: Une histoire de la marine de guerre française, Paris, Éditions Perrin, 2016, ISBN 978-2-262-03715-4